# Серени, Марина
Марина Серени (итал. Marina Sereni; род. 8 мая 1960, Фолиньо, Умбрия) — итальянский политик, заместитель председателя Палаты депутатов (2013—2018).

## Биография
Родилась 8 мая 1960 года в Фолиньо. После окончания школы она переехала в Перуджу.
В 1974 году Серени вступила в Итальянскую коммунистическую федерацию молодёжи, а позже стала членом Коммунистической партии. В дальнейшем она вступила в партию Левые демократы.
На выборах 2001 года Серени была избрана в Палату депутатов по одномандатному избирательному округу Фолиньо. С декабря 2001 года она была членом национального секретариата партии. В Палате депутатов она работала в Комитете по обороне. С 7 ноября 2009 года по 15 декабря 2013 года она была вице-президентом Демократической партии вместе с Иваном Скальфаротто.
21 марта 2013 года она была избрана вице-президентом Палаты депутатов.
Некоторое время спустя она начала работать в Комитете по иностранным и европейским делам, а также в парламентской комиссии по безопасности. В 2014 году Серени считалась главным кандидатом на замену Федерики Могерини на посту министра иностранных дел в правительстве премьер-министра Маттео Ренци.
В сентябре 2019 года Серени была назначена заместителем министра иностранных дел.